# Groenstraat (Landgraaf)
De Groenstraat  (Limburgs: plaatselijk Grunsjtroat, Sjtröatje) is een buurtschap in de gemeente Landgraaf, in de Nederlandse provincie Limburg. De Groenstraat behoort tot het stadsdeel Ubach over Worms.
Door lintbebouwing heeft de buurtschap zich in de loop van de tijd ontwikkeld tot straatdorp. 
De naam Groenstraat wordt vanaf de 17e eeuw gebruikt en wordt verklaard als een samenstelling van groen en straat, dat wil zeggen bouwland langs een straatweg. De omgeving van de Groenstraat was al bewoond in de Romeinse tijd. Uit de middeleeuwse periode dateren de vondsten van een pottenbakkersoven.

## Bargoens
De neerlandicus Joseph Endepols schreef een verhandeling over het Groenstraatse Bargoens (Dr. J. Endepols: Groenstraat-Bargoens, J.B. Wolters, Groningen, 1924). Deze geheimtaal werd tot ca. 1900 aangewend door de vele marskramers uit de Groenstraat. Toen begin 20e eeuw de steenkolenindustrie werkgelegenheid bood, hoefde niemand meer zijn brood als marskramer te verdienen. Het Bargoens had geen functie meer en wordt heden ten dage nog slechts gebezigd in folkloristisch verband. Meer dan andere delen van Landgraaf kent de Groenstraat nog een eigen cultuur en verenigingsleven.

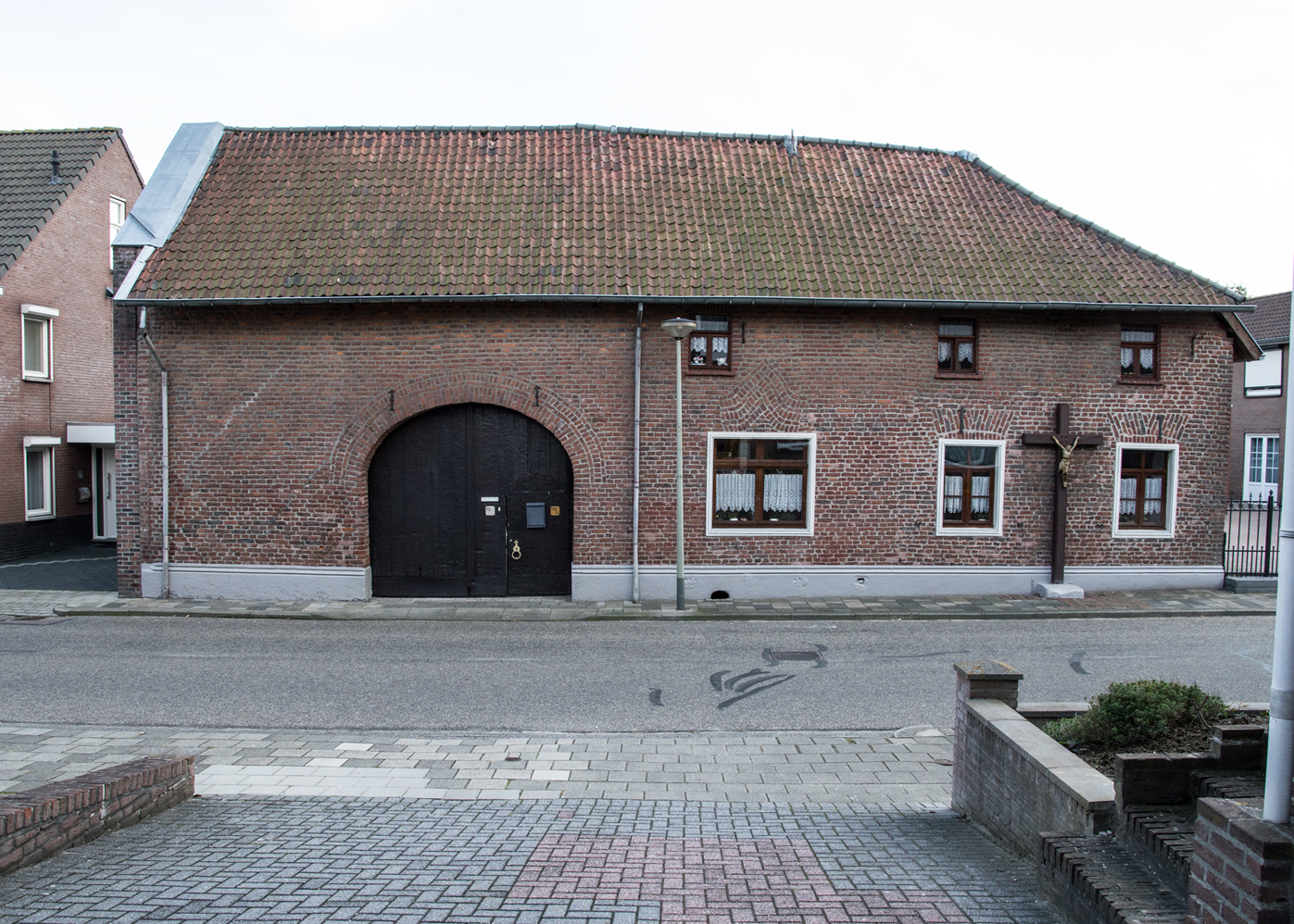
Rijksmonument Groenstraat 70
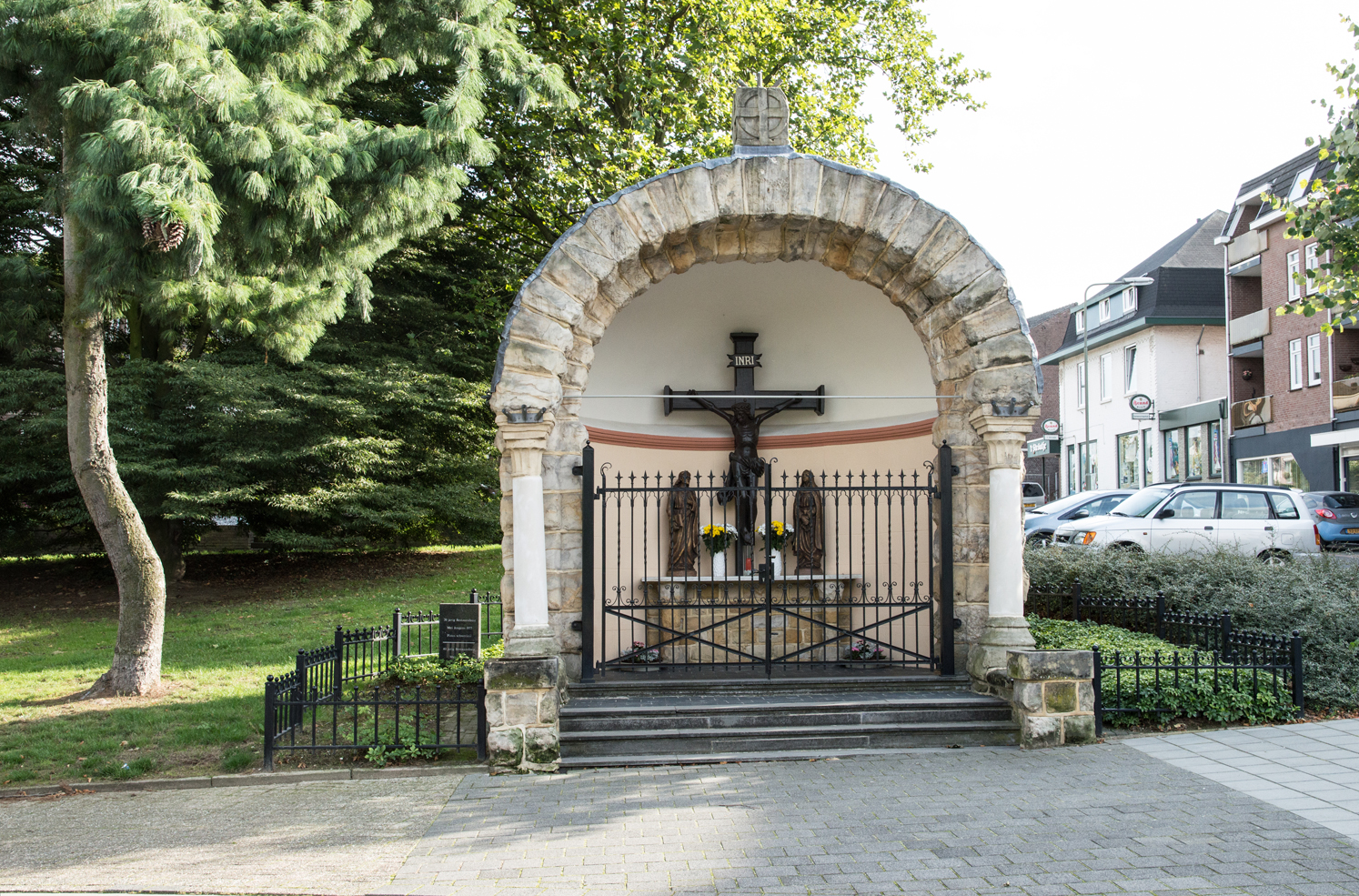
Kapel Groenstraat van architect Anton Bartels, 1925
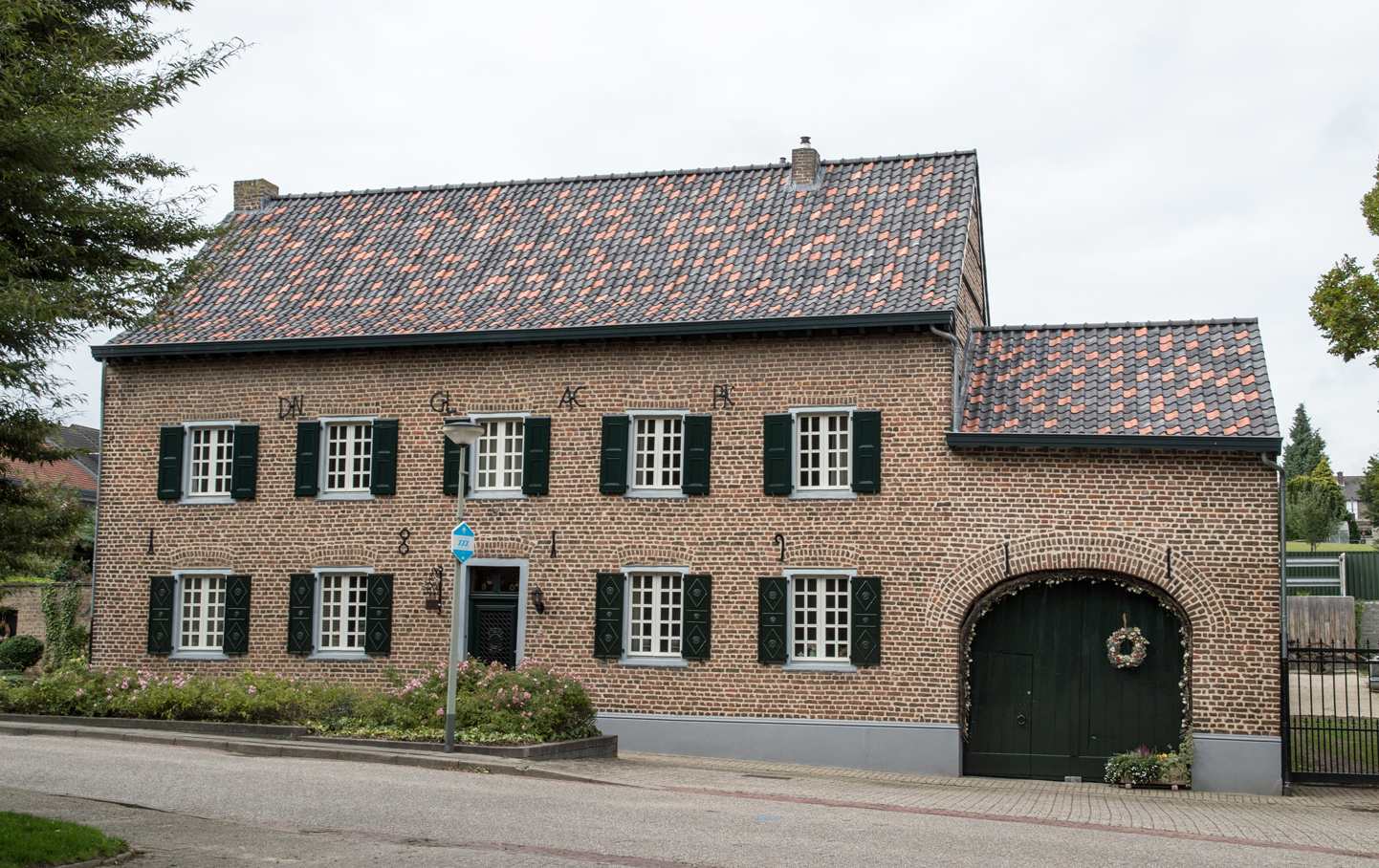
Rijksmonument Groenstraat 139
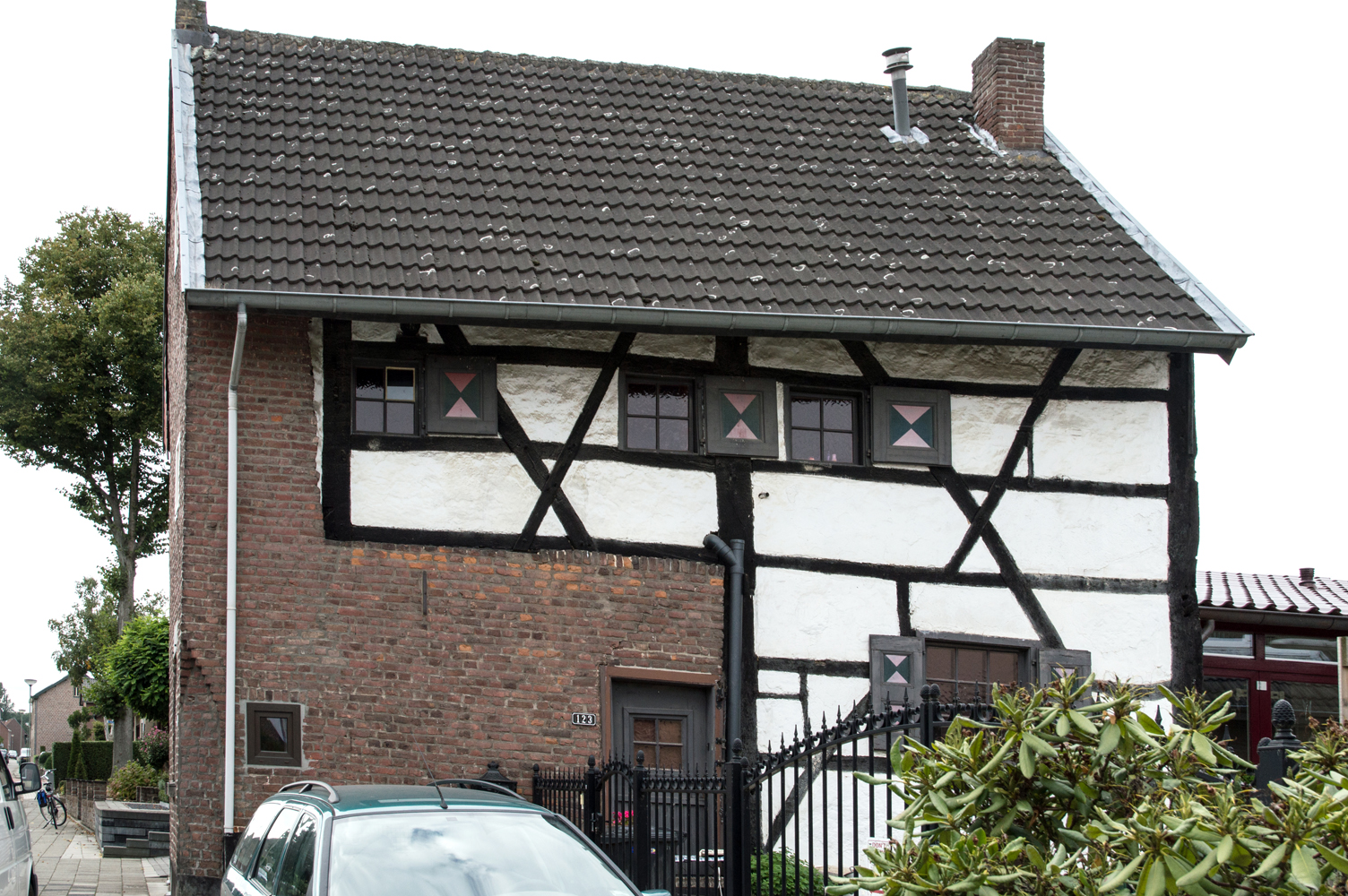
Rijksmonument Groenstraat 123